# Bulinus bavayi
Bulinus bavayi  es una especie de molusco gasterópodo. Fue descrito por primera vez por Philippe Dautzenberg en 1895. Bulinus bavayi pertenece al género Bulinus y a la familia Bulinidae.